# Reacción de la armadura en alternadores
Se denomina reacción de la armadura a un fenómeno magnético presente en alternadores trifásicos, y que consiste en la modificación del campo magnético existente entre el rotor y el estator de dicho alternador, dependiendo de cómo sea la carga que tiene que mantener dicha máquina eléctrica. 
A similitud de lo que ocurre en generadores de Corriente Continua, estando el alternador de una máquina de C.A. en vacío, el único flujo presente es el del campo magnético inductor. Pero al cargarse al alternador la corriente inducida que recorre a los conductores (Generalmente ubicados en el estator) también crean un campo magnético giratorio al cual el rotor debe vencer para que el rotor gire y el alternador entregue energía a la red. 
Si la carga es óhmica, la composición de ambos campos (Inductor e inducido) son concordantes entre las líneas activas del estator y los polos del rotor. El campo inducido tiende a deformar al campo inductor principal de la rueda polar aumentándolo en los extremos polares posteriores y disminuyéndolo en los extremos polares anteriores, en relación al sentido de giro. 
El resultado es que con carga óhmica el flujo principal resulta disminuido y deformado por este fenómeno magnético al que se llama reacción de la armadura, y puede decirse que con este tipo de carga, la rueda polar es "tirada hacia atrás", manifestándose así el par resistente o frenante, proporcional a la carga que debe vencer la máquina de impulso del alternador.
En caso de considerarse al alternador con una carga (teórica) puramente inductiva, los máximos valores de f.e.m. inducida en los conductores del estator seguirán en consecuencia con el eje de simetría de las piezas polares, mientras que sus respectivas corrientes inducidas se encontrarán retrasadas en 90º eléctricos, por lo que corresponderá una disposición de campos en la cual las corrientes inducidas están atrasadas 90º en relación a su antigua ubicación para carga óhmica.
Por ende, se puede determinar como conclusión que el fenómeno de la reacción de la armadura para carga inductiva pura tiene consecuencias totalmente desmagnetizantes, lo que establece la imposibilidad práctica del funcionamiento del alternador en esa condición de carga.
Aplicando el mismo análisis para alternadores con carga capacitiva pura, por estar en este segundo caso teórico las corrientes inducidas 90º adelantadas en relación a sus respectivas f.e.m. el flujo del campo magnético giratorio, por reforzar al campo inductor, resulta en esa conducción totalmente "magnetizante".
Esa circunstancia permitiría, en teoría, el funcionamiento del alternador sin necesidad de excitación de su campo inductor.
No obstante, las instalaciones industriales normales se encuentran lejos de los casos teóricos expuestos, ya que su factor de potencia oscila entre 0,7 y 0,85 con fuerte predominio inductivo.
Es de destacar que el comportamiento de los alternadores ante cargas inductivas que acaba de explicarse obliga a mantener en las instalaciones valores de φ lo más elevados posible que resulte posible para lo cual se recurre a diversas formas de mejoramiento del factor de potencia.

## Diagramas vectoriales de alternadores
El flujo principal del alternador y el flujo ocasionado por las corrientes inducidas en su estator se componen en todo momento para dar un flujo resultante que, respecto del flujo principal en vacío puede resultar mayor o menor de acuerdo al factor de potencia de la carga. 
En cada fase del alternador la f.e.m. es la suma vectorial de dos caídas de tensión: la caída externa o tensión U, y la caída interna cuyo valor es: Ic*Zs = Ic*Ri + Ic*Xs
Se cumple entonces que para cada fase: E = U + I*R + I*Xs 
Siendo:
Ic = corriente de carga
Rc = Resistencia de carga
Xc = Reactancia de carga
Zc = Impedancia de carga

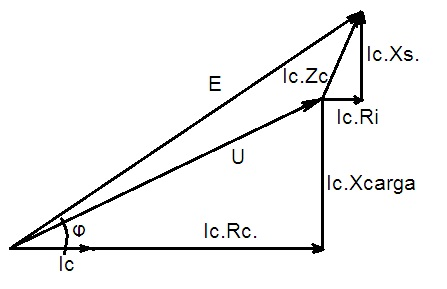
Diagrama vectorial de un alternador trifásico

Ri = Resistencia interna del alternador (Sincrónico)
Xs = Reactancia interna del alternador (Sincrónico)
Zs = Impedancia interna del alternador (Sincrónico)
La imagen donde se muestra un diagrama vectorial correspondiente a una fase de un alternador conectado a una carga con predominio inductivo cuyo factor de potencia es 0,8; donde puede observarse que el valor de la caída óhmica interna Ic*Ri, del alternador resulta mucho menor que el valor de la caída inductiva Ic*Xs, por lo que: Ic*Xs = Ic*Zs.

## Modificación en diagramas vectoriales por variaciones de carga
Si partiendo del estado de carga que indica el diagrama vectorial antes indicado, se mantiene constante el valor de la Corriente de Excitación del alternador, también lo será el flujo inductor y por lo tanto la f.e.m. E, de manera que en esas condiciones las variaciones que se produzcan en la tensión en bornes del alternador se deberán enteramente a la magnitud y fase de las variaciones de I*R e I*Xs, y por ende al valor de la intensidad de carga y del ángulo de fase entre ésta y la tensión.

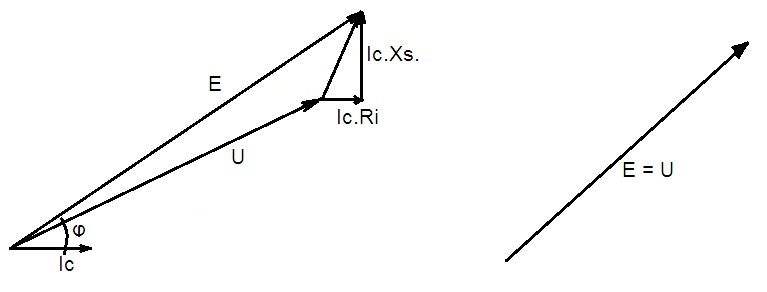
En la derecha, Ic ha sido reducida a la mitad, por lo que para igual valor del factor de potencia se tendrá un diagrama como el de la figura izquierda y para Ic = 0 (Estado de vacío) el diagrama correspondiente será el de la figura derecha, donde los valores E y U son coincidentes

...

## Forma de mantener constante la tensión en redes

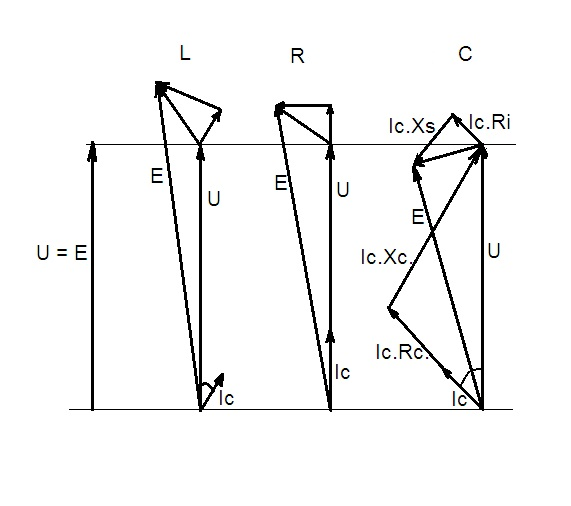
Diagramas vectoriales correspondientes a un mismo alternador con carga de predominio inductivo, óhmico y capacitivo, respectivamente.

Dado que las normas exigen que la tensión en redes navales descienda como máximo un 5% desde vacío a plena carga, resulta necesario que para esos y cualesquiera otros estados intermedios de carga, la tensión U se mantenga en un valor lo más constante posible y estable posible por variación (Preferentemente automática) de la f.e.m.
La comparación de los siguientes diagramas indica la manera en la que para mantener la tensión constante en bornes, resulta necesario modificar el valor de la f.e.m. a medida que varían las diferentes cargas del alternador, debiendo variar por lo tanto la excitación del alternador (Dicha excitación está dirigida a modificar la energía que el inductor va a producir en el estator, que es el que va a recibir y a mantener las variaciones de carga, producidas por la conexión de nuevos consumos, ya sean monofásicos o trifásicos)
L: Corresponde al diagrama con carga Inductiva, la cual produce un efecto desmagnetizante y por  lo tanto disminuye la tensión. Debido a que la misma debe ser mantenida constante se debe generar una f.e.m. mayor a la tensión necesaria.
R: Como se explicó en la primera parte del artículo, con carga Resistiva se produce un efecto frenante que disminuye las RPM por lo que se produce una caída de tensión, por lo cual la f.e.m. debe ser mayor a la U.
C: Con carga Capacitiva se produce un efecto magnetizante, por lo cual la tensión aumenta, obligando a disminuir la f.e.m.
- Datos: Q16624460